# 末次智
末次智（すえつぐ さとし、1959年 - ）は、日本の琉球文学研究者、京都精華大学教授。

## 略歴
福岡県生まれ。1983年琉球大学法文学部文学科国文学専攻卒業。1988年立命館大学文学部大学院博士課程後期課程単位取得退学。四條畷学園女子短期大学講師を経て、京都精華大学人文学部助教授、教授となる。2012年沖縄文化協会賞仲原善忠賞受賞、『琉球宮廷歌謡論―首里城の時空から』で日本歌謡学会第30回志田延義賞受賞。専門は琉球文学、うたの文化。

## 著書
- 『琉球の王権と神話 『おもろさうし』の研究』第一書房〈南島文化叢書〉 1995年10月 ISBN 4804200967
- 『琉球宮廷歌謡論 首里城の時空から』森話社 2012年10月 ISBN 978-4864050401
- 『世礼国男と沖縄学の時代 琉球古典の探求者たち』森話社 2017年3月 ISBN 978-4864051132

共著
- 『おもろさうし精華抄』おもろ研究会（編）、ひるぎ社、1987年6月。全国書誌番号:88012531、NCID BN01747120。
- 『説話の言説 : 口承・書承・媒体』本田義憲ほか（編）、勉誠社、1991年9月。ISBN 4585020020
- 『韻文文学「歌」の世界』真鍋昌弘ほか（編）、三弥井書店、1995年6月。ISBN 4838250029
- 『躍動する日本神話 : 神々の世界を拓く』森話社〈叢書・「知」の森〉、2010年5月。ISBN 978-4864050104

## 論文
- <末次智